# Ferrovia Briga-Domodossola
La ferrovia Briga–Domodossola è una linea ferroviaria internazionale che congiunge Briga-Glis, in Svizzera, a Domodossola, in Italia, valicando le Alpi tramite il traforo del Sempione. Fa parte del complesso delle linee del Sempione dato che congiunge la svizzera Losanna-Briga all'italiana Domodossola-Milano.
La ferrovia è stata aperta al traffico nel 1906.
A seguito di accordi internazionali fra Italia e Svizzera, la gestione della tratta tra Briga e Iselle è affidata in concessione alle Ferrovie Federali Svizzere, mentre la tratta tra Iselle e Domodossola è affidata a RFI.

## Storia
La ferrovia, che comprende la lunga galleria del Sempione, venne concepita, da parte svizzera, molto presto: era infatti nelle intenzioni progettuali delle varie compagnie che realizzarono le varie tratte che compongono l'attuale ferrovia svizzera del Sempione. Le molte resistenze alla sua realizzazione erano dovute soprattutto a due forti motivi: la complessità tecnica e gli ingenti finanziamenti occorrenti.

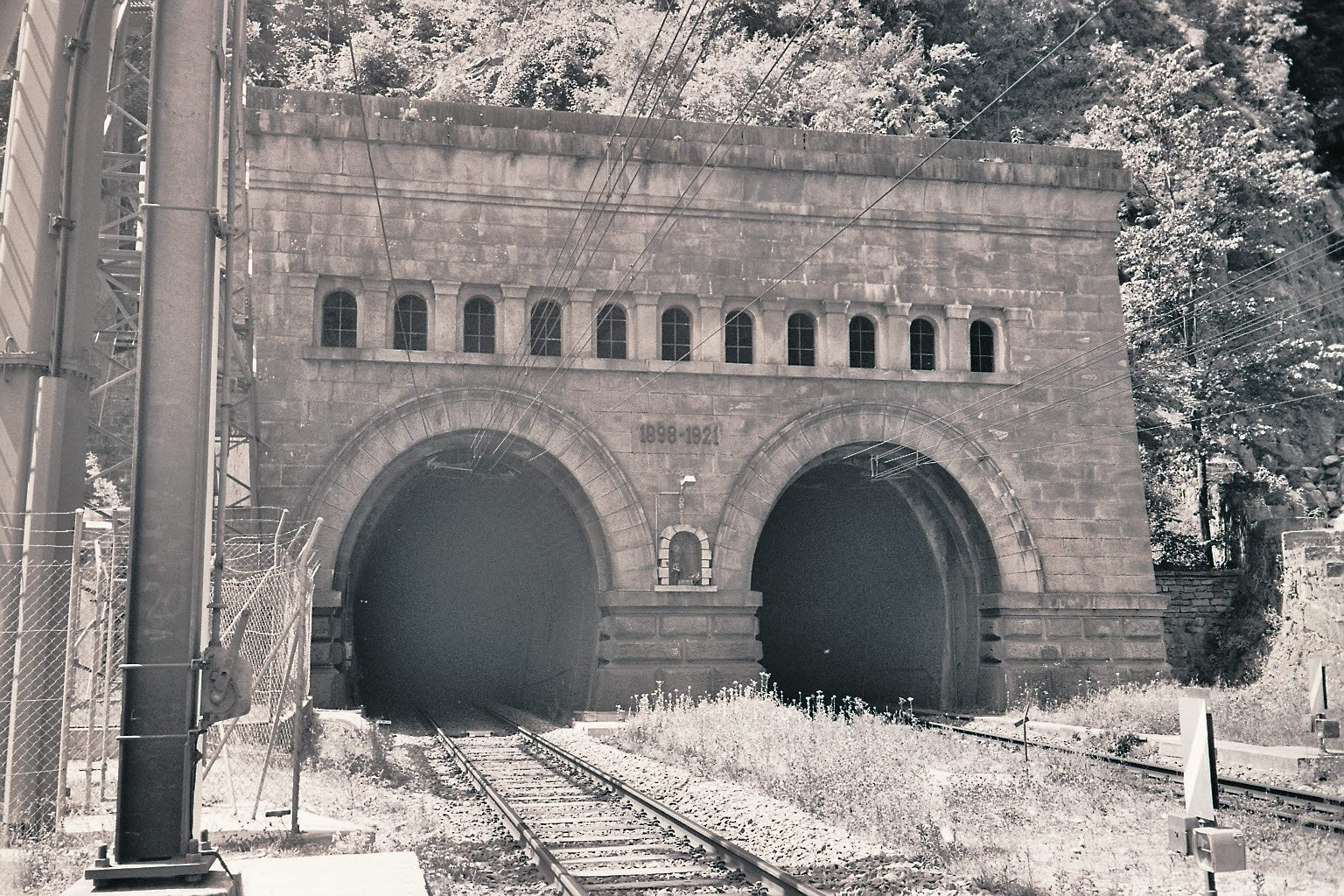
Il portale meridionale del traforo del Sempione.

Con l'avvento della Compagnia del Giura-Sempione si concretizzarono i primi effettivi progetti e nel 1898 ebbero inizio i primi lavori relativi alla galleria dal versante di Briga. Un ulteriore punto a favore dell'opera era il progetto del traforo del Lötschberg che una volta realizzato avrebbe convogliato su Briga e il Sempione l'ulteriore traffico della Svizzera centrale. Il progetto incontrava però l'ostilità della Francia che vedeva nella linea un potenziale pericolo, in caso di eventi bellici, di un'invasione del proprio territorio, dall'Italia, attraverso la Svizzera.
L'opera tuttavia comprendeva un percorso in parte svizzero e in parte italiano e pertanto richiese lunghe e numerose trattative tra i governi dei due paesi nonché tra i tecnici, prima della Mediterranea e della Compagnia Jura-Simplon e poi delle FFS e in ultimo delle FS.
Decisiva fu nel 1876 l'autorizzazione data dal governo italiano alla Compagnie du Simplon a studiare la realizzazione di una linea Domodossola-Confine di Stato con l'impegno ad approvarne la costruzione a condizione che venissero reperiti i capitali occorrenti, Ciò fu alla base del Trattato, firmato il 25 novembre 1895 tra Svizzera e Italia, concernente la costruzione e l'esercizio di una ferrovia tra Briga e Domodossola.

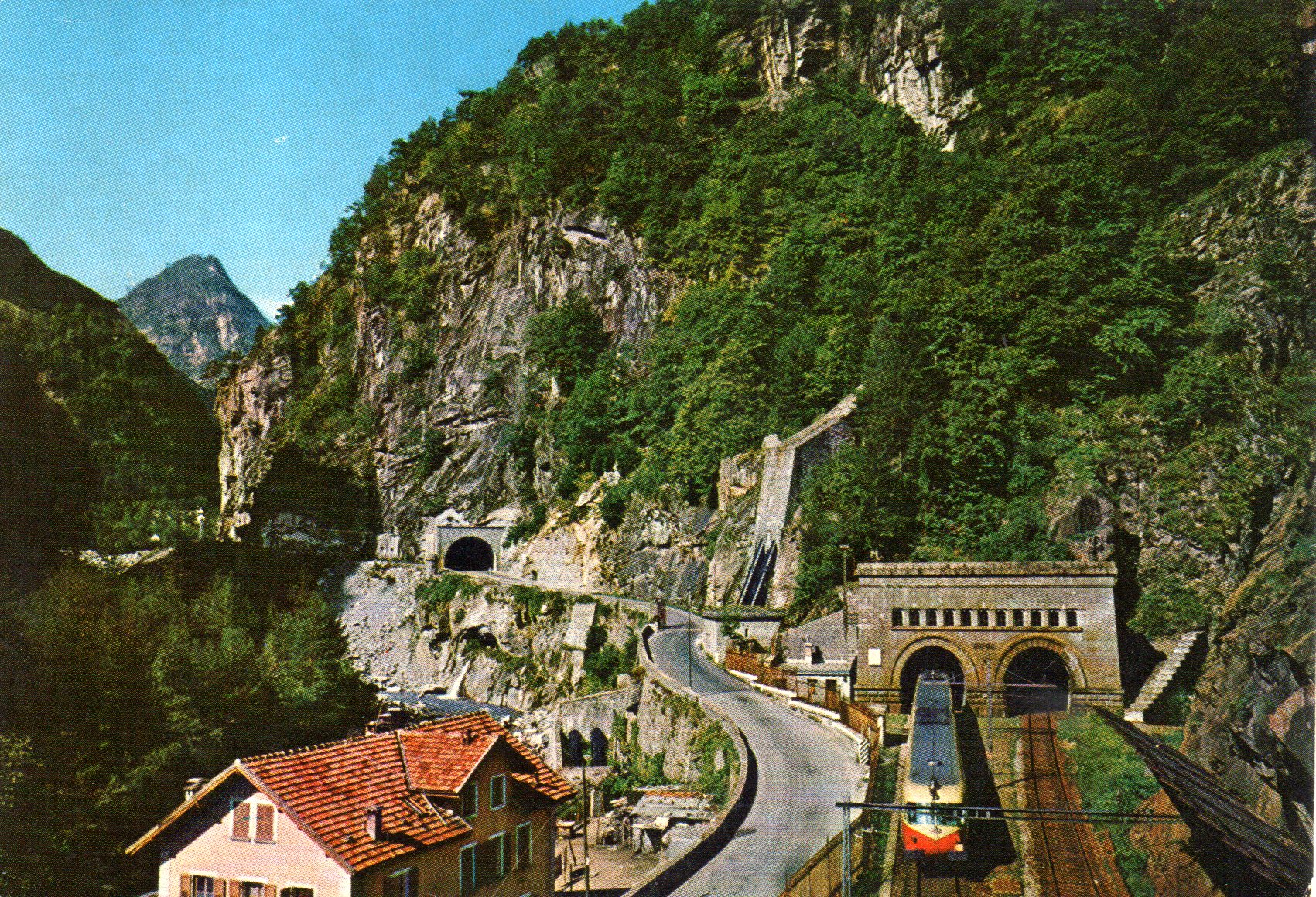
Convoglio automotore Breda, in servizio come TEE "Lemano" Milano Centrale-Genéve Cornavin all'ingresso del Traforo del Sempione in una cartolina anni 1960.

Il 26 aprile 1901 la Jura Simplon e la Mediterranea stipularono una convenzione per la costruzione della linea di accesso tra Iselle e Domodossola; questa venne completata il 28 dicembre 1904, a semplice binario e trazione a vapore.
A causa delle difficoltà dell'esercizio con locomotive a vapore della lunga tratta in galleria, furono anche intrapresi contatti, da parte delle FFS, con società di produzione di locomotive elettriche europee e statunitensi e la scelta infine si orientò sul sistema di trazione trifase; l'attenzione si rivolse presto alla realizzazione operata dalla Rete Adriatica in Italia per l'elettrificazione della ferrovia della Valtellina e dopo una serie intensissima di rilevamenti i tecnici svizzeri adottarono il trifase per la tratta tra Briga e Iselle che comprendeva il lungo tunnel. La realizzazione dell'infrastruttura venne assunta dalla società svizzera Brown-Boveri che se ne assunse anche l'onere economico. Fu elettrificato il piazzale binari di Briga e quello di Iselle e le stazioni funsero anche da posto in cui si effettuava il cambio di trazione da elettrico a vapore. Per l'esercizio della tratta elettrificata, non essendo ancora pronte locomotive apposite, la Brown-Boveri chiese all'Italia di rinunciare all'ordine già perfezionato a suo tempo dall'Adriatica, per due locomotive, la 364 e la 365, che furono utilizzate per i collaudi dinamici e sotto carico delle linee e furono prese a noleggio tre locomotive italiane del gruppo E.360 delle Ferrovie dello Stato, dietro pagamento di un canone giornaliero, che iniziarono l'esercizio attivo il 14 giugno 1906 trainando ben 10 treni al giorno.
Ulteriore frutto di accordo fu anche la scelta dello scalo ferroviario di confine; non poteva essere Iselle, perché l'area era troppo limitata, pertanto venne scelta Domodossola. In quest'ultima stazione vennero stabilite le formalità doganali e il cambio di personale di trazione dei treni in servizio internazionale. A Domodossola le locomotive a vapore italiane prendevano in consegna i treni giunti al traino delle locomotive a vapore svizzere, all'inizio del gruppo C 4/5, che avevano rilevato a Iselle il materiale giunto da Briga con le locomotive trifase. Nel 1930 le FFS attivarono la conversione in monofase a 15 kV della tratta Briga-Iselle (2 marzo) e la tratta Iselle-Domodossola compresa la parte, lato Briga, della stazione (15 marzo). In seguito a ciò la stazione di Iselle perse la sua precedente importanza, come stazione di cambio-trazione; è utilizzata come origine di treni navetta per trasporto autovetture sotto il Sempione.

## Caratteristiche
La linea presenta numerose singolarità. Venne costruita a binario unico e inaugurata, interamente, con trazione a vapore il 19 maggio 1906. Tuttavia era evidente che un tale esercizio regolare sarebbe stato proibitivo sia per i viaggiatori che per il personale a causa della presenza della più lunga galleria del mondo.

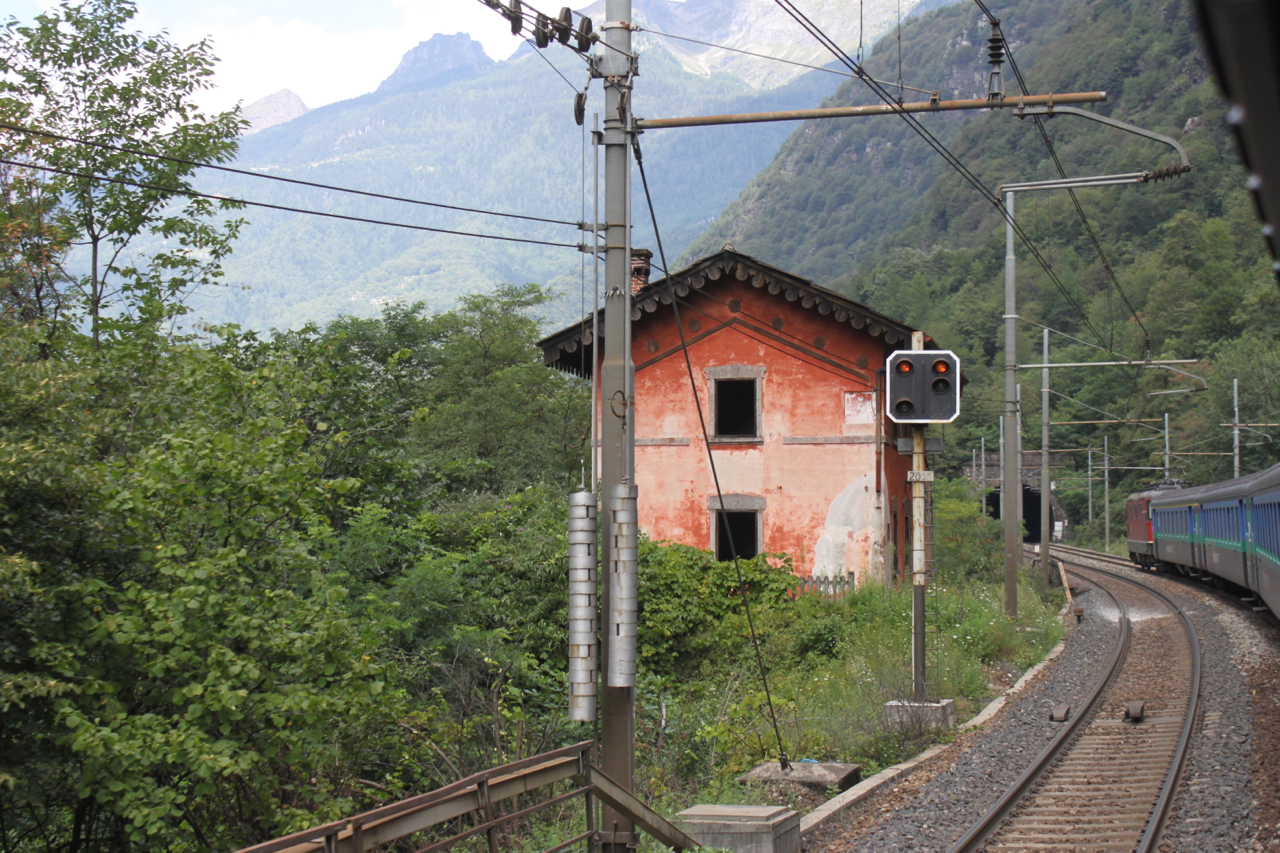
Casello nei pressi di Varzo con segnale luminoso del tipo L svizzero.

Negli anni immediatamente precedenti erano stati stabiliti numerosi contatti, da parte delle autorità ferroviarie svizzere, sia con gli Stati Uniti che con altre fabbriche europee, allo scopo di trovare un sistema di trazione elettrico affidabile. Al tempo erano già numerose le linee tranviarie e ferroviarie secondarie esercite a trazione elettrica ma con tensioni dell'ordine di 6-700 volt. L'esperimento dell'Adriatica in Valtellina entusiasmò i tecnici svizzeri che presero parte a numerose prove con le locomotive RA E.34 e con le elettromotrici trifase e conclusero che quello sarebbe stato il sistema. Il 1º giugno 1906 iniziò il preesercizio e, il 1º ottobre dello stesso anno, l'esercizio con trazione elettrica trifase utilizzando le locomotive noleggiate dalle Ferrovie dello Stato italiane in via provvisoria.
L'esercizio della linea pur con locomotive italiane era stato assunto interamente dalle Ferrovie Federali Svizzere (costituitesi nel 1903) e veniva svolto con trazione elettrica trifase, a 3600 volt, da Briga a Iselle e con locomotiva a vapore, sempre svizzera, fino a Domodossola.
Nel 1922 le Ferrovie Federali Svizzere completarono il raddoppio della linea mediante allargamento del tunnel di servizio parallelo del Sempione e sua elettrificazione in trifase.
Nel 1930 nel tunnel venne cambiato il sistema di trazione elettrica trifase, che cominciava a mostrare i suoi limiti, con quello a corrente alternata monofase a 15 kV che ormai era divenuto il sistema di elezione delle ferrovie della Confederazione; l'elettrificazione monofase venne prolungata fino a Domodossola anche sulla tratta italiana della ferrovia.
In conseguenza della gestione svizzera della linea il sistema di segnalamento adottato è quello svizzero che differisce notevolmente da quello italiano sia nella forma e nell'aspetto dei segnali che nel loro significato per i macchinisti.

## Percorso
| Continuation backward |

| Straight track | Continuation backward |  |

| Straight track | Unknown route-map component "ABZg+l" | Unknown route-map component "CONTfq" |

| Station on track | Station on track |  |

| One way leftward | Unknown route-map component "KRZo" | Unknown route-map component "CONTfq" |

| Unknown route-map component "tSTRa@g" |

| Unknown route-map component "GRZq" + Unknown route-map component "tZOLL" |

|  | Unknown route-map component "tDST" | Unknown route-map component "lGIPr" |

| Unknown route-map component "tSTRe" |

| Station on track |

| 167+479 |
| 18+798  |

| Enter and exit tunnel |

| Unknown route-map component "tSTR+l" | Unknown route-map component "tSTR2+r" + Unknown route-map component "tÜWu2" | Unknown route-map component "tSTR3a" |  |  |

| Unknown route-map component "tSTRl" | Unknown route-map component "tSTRr+1" | Unknown route-map component "tSTR+4e" + Unknown route-map component "tÜWu4" |  |  |

| Station on track |

| Enter and exit tunnel |

| Station on track |

|  | Unknown route-map component "d" | Unknown route-map component "ABZgl" | Unknown route-map component "dSTRq" | Unknown route-map component "3STR2+r" |

| Unknown route-map component "b" | Unknown route-map component "BHF+GRZq" | Unknown route-map component "d" + Unknown route-map component "lBHF" | Unknown route-map component "tSTRq" + Unknown route-map component "v-3STR" | Unknown route-map component "tdCONTfq" |

| Unknown route-map component "d" | Unknown route-map component "CONTgq" | Unknown route-map component "ABZgr+l" | Unknown route-map component "dSTRq" | Unknown route-map component "3STRr+1" |

| Continuation forward |

Il percorso si svolge in territorio svizzero da Briga all'interno del tunnel del Sempione e in territorio italiano dall'interno del tunnel a Domodossola; il confine pertanto è al km 156.34 all'interno del tunnel. Tuttavia per un accordo fra le ferrovie svizzere e quelle italiane, la proprietà e la gestione dei binario da parte svizzera vige fino agli scambi di ingresso della stazione di Iselle.
Tra le stazioni di Varzo e Iselle è presente una lunga galleria elicoidale, che compie un giro di 360°, allo scopo di far guadagnare quota altimetrica al treno senza penalizzare la prestazione della linea a causa di un'eccessiva pendenza (la pendenza è al 28‰). Infatti, mentre la stazione di Domodossola è posta a 272 metri s.l.m., lo sbocco della galleria elicoidale è a un'altitudine di 568 s.l.m. e l'imbocco del traforo del Sempione, che si trova circa sette chilometri dopo, nei pressi di Iselle, è a quota 633 m s.l.m..